# Gino Simionato
Gino Simionato nome di battaglia "Falco" (Preganziol, 7 novembre 1920 – Valmadonna, 17 aprile 2004) è stato un criminale di guerra italiano, che fu coinvolto nella strage della cartiera di Mignagola e nell'uccisione di Elio Marcuzzo.

## Biografia
Gino Simionato detto «Falco», fu un partigiano comunista facente parte delle Brigate Garibaldi, protagonista controverso della guerriglia partigiana nel trevigiano.
Esso, durante il periodo del 1943 al 1945 diventò famoso non solo a causa delle violente rappresaglie contro l'esercito di occupazione Tedesco e  quello Fascista, ma anche a causa delle sue azioni nei confronti della popolazione civile, divenendo così temuto da essa perché spesso vittima di ricatti, soprusi, ed estorsioni di ogni tipo eseguite dai membri della sua banda ed anche da egli stesso. 
Un evento famoso di questi episodi di violenza contro la popolazione fu l'uccisione di Elio Marcuzzo.

### La strage della cartiera di Mignagola
Ebbe un ruolo di primo piano nelle stragi che avvennero alla Cartiera Burgo tra il 27 aprile e i primi giorni di maggio 1945. Il 30 maggio 1945 Ennio Caporizzi, comandante della piazza militare di Treviso, spiccò un mandato di cattura nei confronti di Gino Simionato in relazione ai crimini commessi nella cartiera e in altre occasioni.

## La morte di Elio Marcuzzo
Alcuni mesi dopo la resa delle truppe nazifasciste, un gruppo di ex partigiani travestiti da militi della R.S.I. e capitanati da Gino Simionato, agendo di propria iniziativa, prelevò l'attore Elio Marcuzzo insieme a suo fratello Armando. I due, trasportati in un camion fin nei pressi di Breda di Piave furono impiccati e, come rilevò successivamente la perizia medica, seppelliti ancora in vita. Il processo, intentato nella prima metà degli anni '50 contro i responsabili di tale efferato delitto, non andò oltre la fase di istruttoria per subentrata amnistia. Dagli interrogatori emerse che Marcuzzo venne impiccato per avere effettuato due traduzioni per conto di un impiegato comunale di Treviso durante la R.S.I.: la prima dall'inglese, la seconda dal tedesco all'italiano. Quest'ultima aveva ingenerato il sospetto che l'attore fosse un collaborazionista. Al momento del decesso il giovane aveva appena compiuto ventotto anni.
Nel 1998, nel corso di un'intervista rilasciata a Tatti Sanguineti, Pietro Ingrao, che aveva conosciuto personalmente Elio Marcuzzo a Roma, e che lo stimava, si espresse in questi termini: Un terribile equivoco, una storia per me amarissima e triste. Elio condivideva le nostre speranze e il nostro odio per il fascismo. Sempre Ingrao, in un noto programma radiofonico andato in onda su Raitre nell'Ottobre del 2006, dopo aver ribadito ancora una volta l'estraneità di Elio Marcuzzo a quanto imputatogli dai suoi carnefici, ne mise in evidenza i sentimenti genuinamente antifascisti.

## La banda di "Falco"
La banda di «Falco» era abitualmente composta da non meno di 10 membri fissi, tuttavia variabile in numero in base al tipo di missione e di azioni da dover eseguire.
Viaggiavano di continuo, solitamente trovando riparo in case di campagna di contadini, possibilmente isolate, scacciando i proprietari dopo essersi fatti servire da mangiare, spesso poi ubriacandosi, per poi passare la notte all' interno delle stalle, fienili, o se con loro presente una staffetta, nei letti. Ripartivano il giorno seguente, dopo essersi fatti rifornire di viveri, denaro o di qualche capo di bestiame, minacciando i proprietari con le loro armi per una possibile rappresaglia, se essi si rifiutavano di «aderire alla causa partigiana», come essi sostenevano.   
In seguito, vendevano bottino ottenuto al mercato nero, riprendendo poi il tragitto verso la prossima missione.
In sintesi, la lotta a fascisti e tedeschi, era soltanto un pretesto per derubare la popolazione civile, un tipo di operato che fruttava centinaia e centinaia di biglietti all'ora.

## Il processo
Contro gli autori della strage alla cartiera Burgo di Mignagola fu istruito un processo già nell'estate del 1945 sollecitato dai familiari di alcune delle vittime. Al riguardo, la Legione territoriale dei carabinieri di Padova, della stazione di Treviso inoltrò un dettagliato rapporto al Tribunale civile e Penale di Treviso in cui si indicavano i luoghi in cui presumibilmente, secondo le testimonianze raccolte, erano stati occultati i corpi di numerosi fascisti uccisi.
Il processo si concluse il 24 giugno 1954 con l'assoluzione in istruttoria degli imputati, poiché, dopo aver appurato i fatti criminosi e gli autori degli stessi, fu ritenuto di "non doversi procedere" perché le uccisioni avvennero nell'ambito della guerra di liberazione e che rientrassero quindi nell'Amnistia Togliatti. Segue il testo della sentenza del Giudice istruttore di Treviso Favara:
...Per quanto sia altamente deplorevole la indiscriminazione con cui taluni partigiani o patrioti ebbero a sfogare la mal repressa rabbia, troppo spesso senza accertarsi prima della colpevolezza dei singoli individui rastrellati, fra i quali si trovavano certamente giovani aderenti al movimento contrario non per loro volontà, bensì per necessità o per costrizione; per quanto ripugni il pensiero che questi ultimi abbiano meritato di avere la vita stroncata, per mere apparenze e presunzioni, alle volte fallaci, resta pur fuori discussione l'intenzione, offuscata sia pure da torbide passioni di parte, mirante alla rappresaglia e allo sterminio contro chi direttamente o indirettamente aveva prestato il proprio braccio o la propria mente al servizio del nemico invasore e quindi estranea a ogni motivo o fine di vendetta personale non politica.

P.Q.M. visto gli art. 378,591 C.P.P., 151 C.P. e 2 e 4 N.1D.P. 22-6-1946, n.4 e 1 comma primo D.L.L. 17-XI-1945, n.719, sulle conformi conclusioni del P.M. dichiara non doversi procedere a carico degli imputati indicati in epigrafe in ordine ai reati loro rubricati, perché estinti per effetto amnistia.
 Treviso, 24 giugno 1954
 Il Giudice Istruttore Favara»
(Sentenza del giudice istruttore Favara 24 giugno 1954)
.
Prosciolto nel processo relativo ai "fatti della Burgo", fu invece condannato per l'uccisione del fascista Antonio Chinellato e per furto. Rimase in carcere dal 1946 al 1954, poi emigrò in Francia e,successivamente, si stabilì a Valmadonna di Alessandria, sotto la protezione del locale partito comunista.